# Livre de Rhodésie
Pour les articles homonymes, voir Livre (monnaie).
Ne doit pas être confondu avec Livre de Rhodésie du Sud.
La livre (en anglais, pound) est l'ancienne monnaie officielle de la Rhodésie du Sud de 1964 à 1966 puis de la Rhodésie indépendante, de 1965 à 1970, remplacée par le dollar de Rhodésie.

## Histoire monétaire
En 1963, la fédération de Rhodésie et du Nyassaland est dissoute, et en juillet 1964, prennent leur indépendance le Malawi et la Zambie. En octobre suivant, la livre de la fédération de Rhodésie et du Nyassaland disparaît au profit de la livre malawienne et de la livre zambienne. La Rhodésie du Sud, restée dans le giron britannique, décide de changer son nom en Rhodésie en novembre 1965 et fonde sa propre monnaie, amarrée à la livre sterling, divisée en 20 shillings ou 240 pence. En 1967, la monnaie britannique est dévaluée de 20 % et le gouvernement de Salisbury (actuelle Harare) décide de s'aligner sur le cours du dollar américain pour maintenir sa parité initiale (2,80 USD). Après une période d'instabilité, le pays ayant proclamé unilatéralement son indépendance, la livre rhodésienne est démonétisée en 1970, remplacée par le dollar de Rhodésie décimalisé en 100 cents au taux de 1 livre pour 2 dollars.

## Émissions monétaires

### Pièces de monnaie
En 1964, sont frappées des pièces en cupronickel de 6 pence, 1, 2 et 2,6 shillings, qui portent curieusement des valeurs également en cents (respectivement de 5, 10, 20 et 25 cents). La Banque centrale envisageait dans un premier temps un alignement avec la rand sud-africain, divisé en 100 cents. En 1967, une pièce de 3 pence en cupronickel est frappée, sans mention en cent. Toutes ces pièces arborent le portrait de la reine Élisabeth II.

### Billets de banque

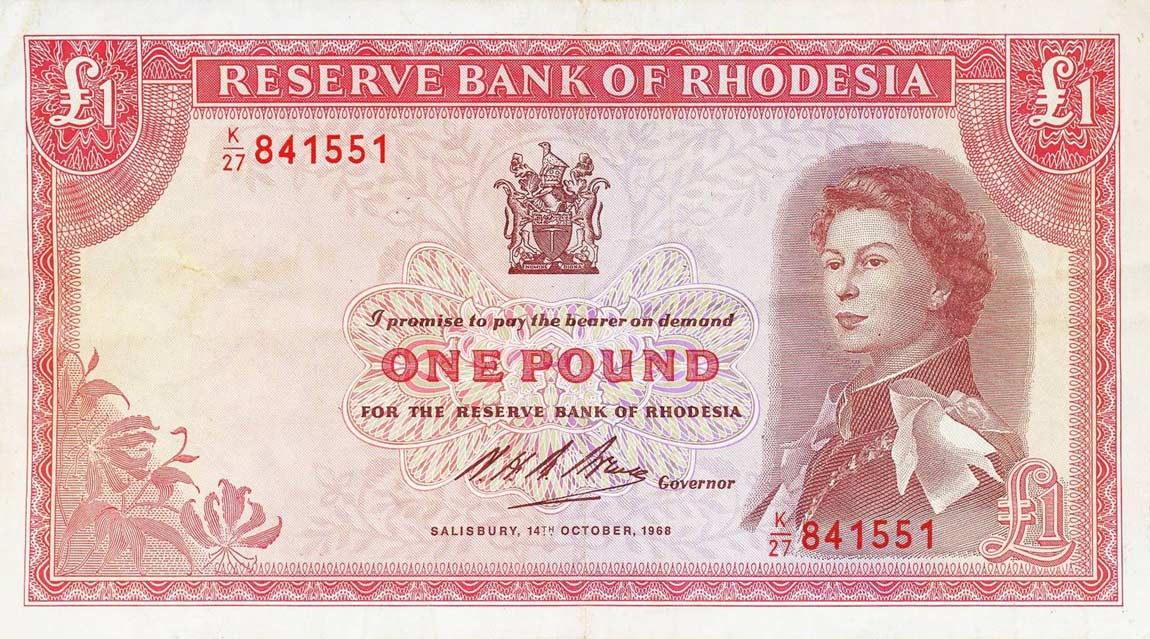
Type du billet de 1 livre modifié en 1968 sans l'accord de Londres.

Sont imprimés des billets de 10 shillings, 1 et 5 livres au nom de la Reserve Bank of Rhodesia à partir de 1964. Toutes ces coupures arborent le portrait de la reine Élisabeth II. Après la déclaration unilatérale d'indépendance, Londres exclut la livre rhodésienne de la zone sterling. Imprimés initialement par Bradbury Wilkinson and Company (en), la production est arrêtée, les billets se raréfient. Salisbury contacte l'imprimeur allemand Giesecke+Devrient début 1966, ce qui déclenche un conflit avec la Grande-Bretagne ; le stock de nouveaux billets est détruit sur les lieux mêmes de production.